# Vartal
Vartal je najstarija antologija hrvatske lirike. Djelo je od kapitalne važnosti za hrvatsku književnost. Sastavio ga je hrvatski pjesnik i sakupljač književnih djela i povijesnih dokumenata Petar Lucić. Predstavlja zbornik pjesničkih i proznih djela što ih Lucić sakupio koncem 16. stoljeća. U Vartal je uvrstio hrvatske autore od Zadra do Dubrovnika, od poznatih poput Marka Marulića, Šiška Menčatića, Mavra Vetranovića, Nikole Dimitrovića, preko manje poznatih, do sasvim nepoznatih. Vartlom je sastasvljač dokazao čvrstu povezanost hrvatske književne djelatnosti i uopće pismenosti od Dubrovnika do Zadra i otpornost toga stvaralaštva prema prolaznosti i nedaćama vremena. Pronašao ga je Ivan Kukuljević Sakcinski, u trogirskome benediktinskom samostanu sv. Nikole 1854. godine. Danas se kodeks čuva u Arhivu HAZU (sign. IV. a. 31), a njegovo cjelovito znanstveno izdanje priredio je 1990. Nikica Kolumbić.